# Самміт Тауншип (округ Ері, Пенсільванія)
Самміт Тауншип (англ. Summit Township) — селище (англ. township) в США, в окрузі Ері штату Пенсільванія. Населення — 7342 особи (2020).

## Демографія
Згідно з переписом 2010 року, у селищі мешкали 6603 особи в 2676 домогосподарствах у складі 1871 родини. Було 2860 помешкань
Расовий склад населення:
| - 96,8 % — білих - 1,1 % — азіатів - 0,9 % — чорних або афроамериканців - 0,2 % — корінних американців |

До двох чи більше рас належало 0,8 %. Частка іспаномовних становила 0,7 % від усіх жителів.
За віковим діапазоном населення розподілялося таким чином: 20,7 % — особи молодші 18 років, 58,9 % — особи у віці 18—64 років, 20,4 % — особи у віці 65 років та старші. Медіана віку мешканця становила 46,3 року. На 100 осіб жіночої статі у селищі припадало 97,0 чоловіків;  на 100 жінок у віці від 18 років та старших — 93,8 чоловіків також старших 18 років.
Середній дохід на одне домашнє господарство  становив 82 343 долари США (медіана — 58 750), а середній дохід на одну сім'ю — 98 107 доларів (медіана — 73 103). Медіана доходів становила 54 149 доларів для чоловіків та 32 960 доларів для жінок. За межею бідності перебувало 2,7 % осіб, у тому числі 1,0 % дітей у віці до 18 років та 7,5 % осіб у віці 65 років та старших.
Цивільне працевлаштоване населення становило 3308 осіб. Основні галузі зайнятості: освіта, охорона здоров'я та соціальна допомога — 23,7 %, виробництво — 16,5 %, роздрібна торгівля — 11,8 %, фінанси, страхування та нерухомість — 10,9 %.